# Diego Kolumb
Diego Columbus (špansko Diego Colón Moniz, portugalsko Diogo Colombo), portugalski konkvistador, * 1479, Porto Santo, † 23. februar 1526, La Puebla de Montalbán.
Bil je prvorojeni sin Krištofa Kolumba. Leta 1492, ko se je njegov oče odpravil na prvo pot proti Indiji, je postal paž na španskem dvoru. Leta 1509 je postal guverner Nove Španije, položaj, katerega je zasedal tudi njegov oče. Postavil je rezidenco El Alcázar de Colón, ki se še danes nahaja v Dominikanski republiki. Leta 1511 je bil imenovan za podkralja Nove Španije; ta položaj je zasedel vse do leta 1518. 
Njegov sin Luis Colón de Toledo je postal admiral Nove Španije.